# 斎藤弥平太
斎藤 弥平太（さいとう やへいた、1885年（明治18年）9月28日 - 没年不詳（1953年（昭和28年）9月28日、戦時死亡宣告））は、日本の陸軍軍人。最終階級は陸軍中将。

## 来歴・人物
香川県三野郡上高野村（現 三豊市豊中町）出身。農業・斎藤浜太郎の次男として生れる。
旧制香川県立三豊中学校（第1回）を経て、1907年（明治40年）5月、陸軍士官学校（19期）を卒業。同年12月、陸軍歩兵少尉に任官し歩兵第12連隊付となる。1914年（大正3年）11月、陸軍大学校（26期）を卒業した。
参謀本部付勤務、第18師団参謀、参謀本部員などを経て、1923年（大正12年）5月から12月まで欧州に出張した。1925年（大正14年）8月、朝鮮軍参謀となり、参謀本部員（動員班長）、参謀本部付（陸大専攻学生）、陸大教官などを歴任し、1930年（昭和5年）8月、歩兵大佐に昇進し陸軍省整備局統制課長に就任。
1932年（昭和7年）8月、関東軍参謀となり、歩兵第6連隊長に就任し、1935年（昭和10年）3月、陸軍少将に進級し歩兵第28旅団長となる。1937年（昭和12年）3月、第1師団司令部付となり、第4独立守備隊司令官に就任し、1938年（昭和13年）3月、陸軍中将に進んだ。同年11月、第101師団長に親補され日中戦争に出征した。1939年（昭和14年）11月、留守第1師団司令部付となり、参謀本部付、陸軍兵器本部長を経て、1942年（昭和17年）7月、第25軍司令官となった。第25軍のスマトラ移駐問題で南方軍総参謀長・黒田重徳との間に確執があり、1943年（昭和18年）4月、参謀本部付となり、翌月、予備役に編入された。
1943年8月、朝鮮総督府指導者養成所長に就任し、1944年（昭和19年）7月、満洲拓殖公社総裁となり終戦を迎えた。1946年（昭和21年）5月14日、紅軍に抑留された後、消息不明となった。1953年9月28日に戦時死亡宣告がなされた。

## 栄典
位階
- 1938年（昭和13年）4月15日 - 従四位[2]

外国勲章佩用允許
- 1934年（昭和9年）5月9日 - 満洲帝国：勲三位景雲章[3]

## 家族
- 妻 斎藤雪 - 平田時丸（陸軍大佐）の娘
- 弟 斎藤秀彦 - 海軍機関大佐
- 娘婿 岡野一武 - 陸軍少佐
- 娘婿 山口立（1913年生） - 陸軍少佐・陸上自衛隊陸将、第4師団長（陸自）・陸上自衛隊富士学校長、隊友会常務理事。大分県竹田市出身、陸軍幼年学校、陸軍士官学校本科第47期、陸軍大学校58期[4]。終戦時はビルマ方面軍参謀を務め、復員後は文具商を経て警察予備隊入隊、自衛隊退官後は住友商事顧問、高千穂学園幼稚園事務に就いた[5]。陸士時代の同期・林八郎（二・二六事件の決起将校）について『同期の雪 : 林八郎少尉の青春 二・二六事件秘話』（小林友一、日本工業新聞社、1981）に思い出の記を寄せたほか、終戦時の上官桜井省三についての書『ビルマの名将・桜井省三』（上条彰、戦誌刊行会、1992年）では監修を担当した。
- 娘 山口泰子 - 山口立の妻
- 孫 山口建史（1948年生） - 立・泰子の子。靖国神社第13代宮司。東京生まれ、皇學館大学文学部国史学科卒。熱田神宮嘱託、神社本庁、山口県神社庁、神社新報社記者を経て、1982年に山口県防府天満宮権禰宜、1984年に山口県護国神社権禰宜・禰宜、1988年に神社本庁主事・参事を歴任し、1998年に靖國神社禰宜となり、2018年から宮司（2024年3月末で退任）。[6]